# Мавзолей туркменских эмиров
Мавзолей туркменских эмиров — туркоманский мавзолей, воздвигнутый в 1413 году при правившем с 1411 года Пир-Хусейне, сыне Эмира Саада из династии Кара-Коюнлу в Чухур-Саадском вилайете (по другим данным при самом Эмир Сааде) в Восточной Армении. Расположен мавзолей в селе Аргаванд, в 8 км на запад от Еревана, по дороге, ведущей в Эчмиадзин.
В советские годы гробница в качестве архитектурного памятника была взята на учёт Государственным комитетом по делам строительства и архитектуры при Совете Министров Армянской ССР. Однако она не привлекла внимания археологов, и долгое время находящаяся на ней арабская надпись не была прочтена и опубликована.

## Современная история
В декабре 2012 года мавзолей в рамках официального визита в Армению посетил Президент Туркменистана Гурбангулы Бердымухамедов. Было предложено совместными усилиями реставрировать памятник и восстановить его купол. В июне 2013 года был представлен проект реставрационных работ на мавзолее.
20 февраля 2015 года началась реконструкция и ремонт мавзолея армянской строительной компанией по заказу министерства культуры Армении. Между министерством культуры Армении и министерством культуры Туркменистана есть договоренность — Туркмения со своей стороны будет ремонтировать армянскую церковь на территории Туркмении.

## Галерея
- Гробница в Аргаванде, фрагмент надписи на арабском языке